# ماريا باربارا كاريو
ماريا باربارا كاريّو (بالإسبانية: Maria Barbara Carillo)‏ ـ (جيّان، 1625 ـ مدريد، 18 مايو 1721) هي امرأة إسبانية أُعدمت حرقًا بتهمة الهرطقة إبان عصر محاكم التفتيش الإسبانية، وهي الأكبر سنًا بين جميع من أُعدموا بإيعاز من ديوان التحقيق؛ إذ كان عمرها عند إعدامها يتراوح ما بين الخامسة والتسعين والسادسة والتسعين.
كانت كاريّو واحدة من آلاف من اليهود الذين عُمّدوا قسرًا، وقد حُكم عليها بالإعدام بتهمة الهرطقة لارتدادها إلى اليهودية؛ إذ اتُّهمت بممارسة طقوس الديانة اليهودية سرًا.